# Gösta Ericsson
Gösta Ericsson, egentligen Karl Gustaf Ericsson, född 21 juni 1899 i Sundsvall, död 2 februari 1967 i Johannes församling, Stockholm, var en svensk skådespelare och kortfilmsregissör.
Gösta Ericsson är gravsatt i minneslunden på Skogskyrkogården i Stockholm.

## Filmografi
Regi
- 1937 – Hästar och föl
- 1938 – Vilda svanor

Manus
- 1936 – Hantverk med anor - tjärbränning
- 1937 – Hästar och föl

Roller
- 1925 – Ingmarsarvet
- 1925 – Karl XII (även regiassistent)
- 1928 – Gustaf Wasa del I
- 1928 – Gustaf Wasa del II
- 1929 – Rågens rike
- 1931 – Brokiga blad
- 1931 – En kärleksnatt vid Öresund
- 1932 – Pojkarna på Storholmen
- 1932 – När Berg och Fält bytte yrken
- 1932 – Lyckans gullgossar
- 1932 – Jag gifta mig – aldrig
- 1933 – Hälsingar
- 1933 – Giftasvuxna döttrar
- 1938 – Motala – radions huvudstad
- 1943 – Fångad av en röst
- 1945 – Bröderna Östermans huskors
- 1945 – Blod och eld
- 1945 – Oss tjuvar emellan eller En burk ananas
- 1946 – Eviga länkar
- 1946 – Johansson och Vestman
- 1947 – Nattvaktens hustru
- 1947 – Bruden kom genom taket
- 1947 – Försummad av sin fru
- 1947 – Dynamit
- 1947 – Livet i Finnskogarna
- 1947 – Två kvinnor
- 1948 – En ljusare framtid!
- 1949 – Fängelse
- 1949 – Människors rike
- 1949 – Åsa-Nisse
- 1950 – Loffe blir polis
- 1951 – Poker
- 1953 – Dansa min docka
- 1953 – Sommaren med Monika
- 1954 – Café Lunchrasten

## Teater

### Roller (ej komplett)
| År   | Roll                             | Produktion                                                             | Regi               | Teater         |
| ---- | -------------------------------- | ---------------------------------------------------------------------- | ------------------ | -------------- |
| 1923 | Förste stewarten                 | Din nästas fästmö Adelaide Matthews och Anne Nichols                   | Ernst Eklund       | Blancheteatern |
| 1924 | En vaktmästare                   | Portiern på Maxim Yves Mirande, Gustave Quinson och Henri Geroule      | Ernst Eklund       | Blancheteatern |
| 1925 | En vaktmästare                   | Portiern på Maxim Yves Mirande, Gustave Quinson och Henri Geroule      | Ernst Eklund       | Blancheteatern |
| 1926 | Philibert                        | Chou-Chou Jacques Bousqeet och Alexandre Madis                         | Einar Fröberg      | Blancheteatern |
| 1926 | En betjänt                       | Vad varje kvinna vet J. M. Barrie                                      | Pauline Brunius    | Oscarsteatern  |
| 1926 | Tilly                            | Han som får örfilarna Leonid Andrejev                                  | Gösta Ekman        | Oscarsteatern  |
| 1926 | Tredje mannen av folket Likbåren | Lycko-Pers resa August Strindberg                                      | Rune Carlsten      | Oscarsteatern  |
| 1927 | George                           | Hennes sista bedrift Frederick Lonsdale                                | Pauline Brunius    | Oscarsteatern  |
| 1928 | Kerney                           | Mary Dugans process Bayard Veiller                                     | Harry Roeck-Hansen | Blancheteatern |
| 1929 | Albert Valentin                  | Maya Simon Gantillon                                                   | Harry Roeck-Hansen | Blancheteatern |
| 1933 | Skepparen                        | De tre musketörerna Rudolf Schantzer, Ernst Welisch och Ralph Benatzky | Nils Johannisson   | Oscarsteatern  |

## Radioteater
| År   | Roll                     | Produktion                                           | Regi        |
| ---- | ------------------------ | ---------------------------------------------------- | ----------- |
| 1950 | Polistkonstapel Karlsson | Hillmans detektivbyrå: Melodimysteriet Folke Mellvig | Lars Madsén |
| 1950 | Klumpen                  | Hillmans detektivbyrå: Naturlig död? Folke Mellvig   | Lars Madsén |